# الحملة العباسية على إفريقية

الحملة العباسية على إفريقية (143هـ / 761م) هي حملة عسكريَّة أرسلها الخليفة العبَّاسيُّ الثَّاني أبُو جَعْفَر المَنْصُور بقيادة محمد بن الأشعث الخزاعي بهدف مُحاربة الخوارج الذين سيطروا على إفريقية بعد سقوط الفهريين. تمكنت الحملة العبَّاسية من إنهاء نُفوذ الخوارج بقيادة أبي الخطَّاب المعافري في إفريقية واستعادتها لحضن الخلافة في سنة 143هـ / 761م، ليمتد نُفوذ الخلافة العبَّاسية حتى شرق الجزائر المُعاصرة.

## خلفية الأحداث
كانت الأحداث مُضطربة في إفريقية (تونس المُعاصرة) منذ أواخر العصر الأموي في خلافة هشام بن عبد الملك (حكم 724 حتى 743م)، فقد انتفض البربر في ثورةٍ عارمة في إفريقية والمغرب الأقصى والأندلس، وخرجوا عن طاعة الخلافة الأمويَّة سنة 122هـ / 739م لسوء سيرة الوالي عبيد الله بن الحبحاب معهم وتجاهل الخليفة شكاويهم. بعث الخليفة هشام عددًا من الحملات العسكريَّة لقهر انتفاضتهم، فنجح في الحفاظ على إفريقية والأندلس، بينما استمرت المغرب الأقصى خارجة عن السيطرة ليُحقق البربر أول انفصال عن جسد الخلافة. حين ثار بني العبَّاس وانتزعوا الخلافة من مروان بن محمد الأموي، كان عامله على إفريقية هو عبد الرَّحمن بن حبيب الفهري. كان الفهري رجلًا طموحًا، غير أنه كان أنانيًا ولا يُحسن التدبير، فلم يحاول توحيد الصف مع عرب إفريقية أو الاستعانة ببربرها لاستتباب الأمن في المنطقة. بعد تسلَّم أبو العبَّاس السَّفَّاح مقاليد الحكم، تركزت أولويته في ضم جميع الولايات والأقاليم التي حكمها بني أميَّة للحفاظ على الوحدة الإسلاميَّة، وحين جاء دور إفريقية، سارع الفهري لمُكاتبته بالسمع والطاعة، فأقرَّه السَّفَّاح عليها وبقي واليًا طيلة عهده. بعد تولي أبو جعفر مقاليد الخلافة، أرسل له الفهري بهدية بسيطة وكتب إليه بأن إفريقية إسلاميَّة كُلها وانقطع السبي منها، فغضب أبو جعفر وتوعَّدُه. وقيل بعث يطلب منه المال، فغضب عبد الرَّحمن الفهري من أبو جعفر، وأعلن خلعه للطاعة وسب الخليفة في خطبته أمام العامَّة. صرف أبو جعفر نظره عن محاربة الفهري لكونه يواجه مخاطر مُحدقة بالقرب منه، في حين أن إفريقية بعيدة وتواجه تقلُّبات بين الحين والآخر هو في غنى عنها.

## نهاية الفهريين وظهور الخوارج
قُتل عبد الرَّحمن بن حبيب على يد أخوه القائد العسكري الكبير إلياس الفهري سنة 137هـ / 755م، بعد أن غدر به عبد الرَّحمن وعزله عن ولاية العهد لصالح ابنه حبيب، فحكم إلياس إفريقية من بعده، غير أن حبيب بن عبد الرَّحمن الفهري تمكَّن من هزيمة عمِّه إلياس وقتله في معركة دارت بينهما، ثم تولى حُكم البلاد المُضطَّربة في سنة 138هـ / 756م. تضايق العديد من أهل القيروان من انحدار الاستقرار في بلادهم وصراع الفهريين العرب في ما بينهم، فكتبوا إلى عاصم بن جميل البربري الخارجي بالقدوم إليهم، آملين في إعادة بلادهم لطاعة الخليفة أبو جعفر، فسار عاصم بن جميل وعبد الملك بن أبي الجعد في جُموعٍ من قبيلة ورفجومة البربريَّة وبعض العرب، فهزموا حبيب الفهري وقتلوه وقُتل أيضًا في المعركة عاصم بن جميل. دخل عبد الملك بن أبي الجعد على رأس قبيلة ورفجومة، مدينة القيروان في مُحرَّم سنة 140هـ / مايو أو يونيو 757م، غير أنهم لم يأتوا لطاعة أبي جعفر، فغدروا بأهل القيروان، واستحلُّوا المحارم، وارتكبوا الجرائم الشنيعة في أهلها، وقتلوا كُل من كان قريشيًا، وفي احتقاره لأهل السُّنَّة قام رجاله بربط خيلهم في المسجد الجامع، فندم أهل القيروان على استدعائهم. بعد سنة وشهرين من حكم ورفجومة للقيروان، ظهر الإباضيُّون في طرابلس الغرب بقيادة أبي الخطَّاب المعافري، فدانت له قابس وبرقة، ثم زحف نحو القيروان بعد استنجاد أهله به لتخليصهم من ظلم الصفريَّة، فانهزم ابن أبي الجعد في صفر سنة 141هـ / يونيو أو يوليو 758م، وتتبَّع أبي الخطَّاب قبيلة ورفجومة قتلًا. أناب أبي الخطَّاب عنه عبد الرَّحمن بن رستم صاحب تيهرت حكم القيروان، ليعود إلى طرابلس الغرب حاكمًا لدولة إباضيَّة واسعة دون التبعية لأحد.

## الحملةُ العبَّاسية لفتح إفريقية
حين سيطر الخوارج الصفريَّة بقيادة ابن أبي الجعد على القيروان، وقامت قبيلة ورفجومة البربريَّة بقتل العديد من أبناء قريش العرب، خرج جماعة من عرب إفريقية نحو الخليفة أبو جعفر يستنصرون به على البربر، واصفين له سوء الأحوال وما نالهم من العذاب على أيديهم. أفزعت الحوادث الخطيرة في إفريقية وصعود الخوارج فيها، الخليفة أبو جعفر، صاحب دولة الخلافة وفق مذهب أهل السُّنَّة والجماعة، وعلى اثر ذلك، أسند الخليفة أمر القضاء عليهم وفتح إفريقية إلى أحد أهم قادته، محمَّد بن الأشْعَث الخُزاعِي، وولَّاه مصر لإرسال الحملة العسكريَّة المُقررة إلى إفريقية لاحقًا، والتي صادف أن تغلَّب الإباضيَّة بقيادة أبي الخطَّاب المعافري على الصفريَّة بقيادة ابن أبي الجعد وورفجومة في صفر سنة 141هـ / يونيو أو يوليو 758م. توجَّهت حملة أولى بقيادة العوام بن عبد العزيز البجلي لمُحاربة الإباضيَّة، إلا أنه تعرَّض للهزيمة واضطَّر للتراجع نحو مصر. انطلقت حملة ثانية بقيادة أبو الأحوص العجِليُّ في سنة 142هـ / 759م، غير أنه انهزم قرب شاطئ البحر بعد معركة مع أبي الخطَّاب، وفرَّ العجلي نحو مصر، في حين عاد أبي الخطَّاب إلى طرابلس.
أمر الخليفة قائده الخُزاعي بالسير لمُحاربة أبي الخطَّاب بنفسه لِما يثق من قدراته وإمكانياته، فسار الخُزاعي على رأس 40 ألفًا وقيل 50 ألفًا من الجيش العبَّاسي ومعه 28 قائد في أواخر سنة 143هـ / بداية 761م غير أنه عسكر لدراسة أوضاع المعركة والحيل العسكريَّة.، وأمام خبر مجيء الخُزاعي، جمع أبي الخطَّاب نحو 12 ألف مُقاتل من البربر بحسب العاني، وقيل 200 ألف بحسب ابن عذاري، ثم عسكر في سرت. ضاق الخُزاعي من كثرة جيش أبي الخطَّاب واحتار في مواجهته، إلا أن الحظ بدأ يميل تجاهه بعد أن تنازعت قبيلة زناتة مع هوَّارة داخل جيش أبي الخطَّاب، فقد اتهمت زناتة أبي الخطَّاب بميله نحو هوَّارة عنها، ففارقه جماعة منهم، فسر الخُزاعي للخبر ورآها فرصة لمُلاقاته، فدارت معركة دمويَّة شديدة بينهما في طرابلس، سقط فيها أبو الخطَّاب قتيلًا وانهزم أصحابه في صفر سنة 144هـ / مايو 761م، وبعث الخُزاعي برأس أبي الخطَّاب مُهنئًا إلى الخليفة تعبيرًا عن الانتصار.

## ما بعد الحملة
لم يكد الخُزاعي ينتهي من ترتيب شؤون جنده بعد انتصاره على أبي الخطَّاب، حتى فوجئ بطلائع إمدادات الخوارج بقيادة أبو هريرة الزناتي، أحد قادة أبي الخطَّاب، ومعه 16 ألف مُقاتل من زناتة وغيرها، فتصدَّى لهم الخُزاعي وأبادهم جميعًا في ربيع الأول سنة 144هـ / يونيو 761م. تولَّى الخُزاعي ولاية إفريقية وبسط الأمن في جوارها مُنهيًا دولة الخوارج فيها، فبنى سور القيروان، وأحسن شؤون إفريقية، وهابه البربر وأذعنوا له بالطاعة، فاكتفى بما حققه ولم يفكر بإرسال حملات عسكريَّة لمُحاربة إباضية المغربان الأوسط والأقصى، والتي تمثلت ببني رستم ومدرار وغيرها من الإمارات الخوارجيَّة والبربريَّة. استمرت إفريقية ببعض الاضطرابات من الخوارج وغيرهم لاحقًا، غير أنها كانت تُخمد من ولاة الخلافة العرب، مثل الأغلب بن سالم التَّميمي، وعُمر بن حفص المُهلَّبي، غير أن الأخير قُتل من قبل الخوارج وعاثوا في القيروان فسادًا. عُين يزيد بن الحاتم المُهلَّبي واليًا وخرج على رأس حملة عسكريَّة ضخمة، فتمكن من قتل رؤوس الخوارج وأتباعهم، ليتمكن من دخول القيروان سنة 155هـ/772م، لتستمر الأحوال هادئة حتى وفاة الخليفة المنصُور.

### فهرس المنشورات
1. ↑  ابن عذاري (2013)، ج. 1، ص. 81-91.
2. 1 2  مؤنس (2000)، ص. 78.
3. ↑  ابن عذاري (2013)، ج. 1، ص. 91-99.
4. 1 2 3  ابن عذاري (2013)، ج. 1، ص. 99-100.
5. ↑  العاني (1981)، ص. 235.
6. 1 2  مؤنس (2000)، ص. 79.
7. ↑  ابن عذاري (2013)، ج. 1، ص. 100.
8. ↑  ابن عذاري (2013)، ج. 1، ص. 101-102.
9. ↑  ابن عذاري (2013)، ج. 1، ص. 102-103.
10. ↑  مؤنس (2000)، ص. 79-80.
11. 1 2  إلهامي (2013)، ص. 321.
12. 1 2  ابن عذاري (2013)، ج. 1، ص. 103-104.
13. 1 2  مؤنس (2000)، ص. 80.
14. 1 2 3 4  ابن عذاري (2013)، ج. 1، ص. 105.
15. ↑  ابن عذاري (2013)، ج. 1، ص. 104.
16. ↑  العاني (1981)، ص. 235-236.
17. 1 2  مؤنس (2000)، ص. 87.
18. ↑  العاني (1981)، ص. 236.
19. ↑  العاني (1981)، ص. 238.
20. ↑  العاني (1981)، ص. 236-238.
21. ↑  العاني (1981)، ص. 238-239.
22. ↑  العاني (1981)، ص. 239.
23. ↑  ابن عذاري (2013)، ج. 1، ص. 105-114.
24. ↑  الطبري (2004)، ص. 1581-1582.
25. ↑  الدوري (1997)، ص. 74-75.

### معلومات المنشورات كاملة
الكتب مرتبة حسب تاريخ النشر
- حسن فاضل العاني (1981)، سياسة المنصور أبي جعفر الداخلية والخارجية، بغداد، OCLC:4770734406، QID:Q126164117{{استشهاد}}:  صيانة الاستشهاد: مكان بدون ناشر (link)
- حسين مؤنس (2000). معالم تاريخ المغرب والأندلس (ط. 5). القاهرة: دار الرشاد. ج. 1. ISBN:977-5324-50-5. QID:Q126075516.
- محمد بن جرير الطبري (2004). تاريخ الأمم والملوك، تاريخ الطبري: طبعة مقدم لها بتوضيح في أسانيد الطبري وبيان المؤاخذات عليها، وصححت النسخة على أصح النسخ الموجودة، وخدمت بفهارس للآيات وفهارس للأحاديث، وفهارس للموضوعات. مراجعة: أبو صهيب الكرمي. عَمَّان: بيت الأفكار الدولية. ISBN:978-9957-21-152-3. OCLC:956977290. QID:Q123224476.
- ابن عذاري (2013)، البيان المغرب في اختصار أخبار ملوك الأندلس والمغرب، تحقيق: بشار عواد معروف، تونس: دار الغرب الإسلامي، OCLC:949440485، QID:Q121789590{{استشهاد}}:  صيانة الاستشهاد: ref duplicates default (link)
- محمد إلهامي (2013)، العباسيون الأقوياء: رحلة العباسيين منذ بداية الثورة وحتى نهاية عصرهم الذهبي، رحلة الخلافة العباسية (1) (ط. 1)، القاهرة: مؤسسة اقرأ، OCLC:908114750، QID:Q126202684